# Daugirdas Šemiotas
Daugirdas Šemiotas (* 20. Mai 1983 in Kaunas, Litauische SSR) ist ein ehemaliger litauischer Boxer und Teilnehmer der Olympischen Spiele 2008 im Halbschwergewicht. 

## Boxkarriere
Daugirdas Šemiotas begann 1995 mit dem Boxsport und wurde von Vilius Buika trainiert. Nachdem er bereits Litauischer Junioren- und Jugendmeister geworden war, wurde er bei den Erwachsenen von 2004 bis 2011 Litauischer Meister im Halbschwergewicht. Sein größter Erfolg in der Jugend war der Gewinn der Silbermedaille im Mittelgewicht bei den Junioren-Europameisterschaften 2001 in Sarajevo.
Bei den Weltmeisterschaften 2003 in Bangkok schied er in der Vorrunde gegen Dmitri Usagin aus, erreichte aber bei den Weltmeisterschaften 2005 in Mianyang bereits das Viertelfinale, wo er beim Kampf um den Einzug in die Medaillenränge gegen Marijo Šivolija unterlag.
Bei den Europameisterschaften 2006 in Plowdiw verlor er im Achtelfinale gegen Constantin Bejenaru, erreichte dann aber bei den Weltmeisterschaften 2007 in Chicago seinen größten Erfolg, als er erst im Halbfinale verletzungsbedingt nicht gegen Artur Beterbijew antreten konnte, somit eine Bronzemedaille gewann und sich damit auch für die Olympischen Spiele 2008 in Peking qualifizierte. Bei Olympia schied er in der Vorrunde gegen Jerkebulan Schynalijew aus.
Bei den Europameisterschaften 2008 in Liverpool unterlag er im Viertelfinale gegen René Krause und bei den Weltmeisterschaften 2009 in Mailand in der zweiten Vorrunde gegen Abdelkader Bouhenia. Gegen diesen verlor er dann auch im Achtelfinale der Europameisterschaften 2010 in Moskau.
Bei den Weltmeisterschaften 2011 in Baku unterlag er in der zweiten Vorrunde gegen Meng Fanlong.
Daugirdas Šemiotas besiegte im Laufe seiner Karriere unter anderem Colak Ananikyan, Abdelkader Bouhenia, Kenneth Egan, Nikolajs Grišuņins, Babacar Kamara, Kennedy Katende, René Krause, Enad Licina, Terwel Pulew, Sumit Sangwan, Imre Szellő und Ramadan Yasser.

### Auswahl internationaler Turnierergebnisse
- März 2012: 2. Platz Grand Prix Usti in Tschechien[14]
- Oktober 2010: 1. Platz Amber Gloves Tournament in Russland[15]
- Mai 2010: 1. Platz Algirdas Socikas Tournament in Litauen[16]
- April 2010: 3. Platz Feliks Stamm Tournament in Polen[17]
- Mai 2009: 2. Platz Algirdas Socikas Tournament in Litauen[18]
- April 2009: 1. Platz Gee-Bee Tournament in Finnland[19]
- Februar 2009: 3. Platz Chemiepokal in Deutschland[20]
- Oktober 2008: 3. Platz Grand Prix Ostrava in Tschechien[21]
- Mai 2008: 1. Platz Algirdas Socikas Tournament in Litauen[22]
- Januar 2008: 1. Platz Bocskai Cup in Ungarn[23]
- September 2007: 3. Platz Grand Prix Ostrava in Tschechien[24]
- Mai 2006: 1. Platz Algirdas Socikas Tournament in Litauen[25]
- Mai 2005: 3. Platz Algirdas Socikas Tournament in Litauen[26]
- März 2005: 3. Platz Feliks Stamm Tournament in Polen[27]
- April 2004: 3. Platz Strandja Tournament in Bulgarien[28]
- September 2003: 2. Platz Karl Lehmann Tournament in Estland[29]
- Mai 2003: 1. Platz Algirdas Socikas Tournament in Litauen[30]
- April 2002: 3. Platz Algirdas Socikas Tournament in Litauen[31]
- April 2001: 1. Platz Algirdas Socikas Tournament in Litauen[32]

## Nach dem Boxen
Nach seiner Wettkampfkarriere arbeitete er unter anderem als Fitnesstrainer und eröffnete in Kaunas seinen eigenen Fitnessclub „Daugirdas Gym“.
2014 war er Finalist der litauischen Ausgabe der Castingshow The Voice.
2019 nahm er an der Kochshow „Virtuvės istorijos“ des Senders TV3 teil.